# Liu Yang (astronauta)
Liu Yang (Zhengzhou, 6 ottobre 1978) è un'astronauta cinese.
Il 16 giugno 2012 è diventata la prima donna cinese ad andare nello spazio.

## Biografia e carriera
Nata nel 1978, Liu Yang è entrata nel 1997 nell'Aeronautica dell'Esercito Popolare di Liberazione ed è diventata pilota, totalizzando circa 1700 ore di volo e arrivando al grado di maggiore.
Nel 2010 è stata selezionata come astronauta. Dopo due anni di addestramento, nel giugno 2012 è andata nello spazio con la Shenzhou 9, la prima missione con equipaggio umano che ha raggiunto la stazione spaziale cinese Tiangong 1.
Liu Yang è membro del Partito Comunista Cinese. È sposata e attualmente non ha figli.